# Дяченко Микита Андрійович
Микита Андрійович Дяченко — (14 (26) вересня 1809 р., Яхники Лохвицького повіту Полтавської губернії, нині Лохвицького району Полтавської області — 9 (21) квітня 1877, Київ) — український математик. Доктор математики та астрономії (1851). Заслужений ординарний професор по кафедрі чистої математики, декан фізико-математичного факультету Імператорського університету Святого Володимира. Брат математика Амоса Дяченко.

## Життєпис
Народився в сім'ї дворянина Полтавської губернії. Рано залишився сиротою.
Закінчив Слобідсько-Українську гімназію у Харкові.
У 1826 р. вступив на фізико-математичне відділення філософського факультету Харківського університету казеннокоштним студентом. У 1829 р. закінчив університет зі ступенем кандидата, був залишений при ньому репетитором математичних наук для казеннокоштних студентів.
Наприкінці 1830 року був призначений учителем природничих наук і фізики у Слобідсько-Українську гімназію, де колись сам навчався.
У 1831 р. призначений учителем фізики у Харківський інститут шляхетних дівчат.
У 1832 р. почав викладати в Харківському університеті оптику, а потім начатки математики.
У 1836 р. здав магістерський іспит і захистив дисертацію «Міркування про успіхи, зроблені після Ейлера в теорії визначених інтегралів». Був удостоєний ступеня магістра і призначений ад'юнктом, а через півроку — виконуючим обов'язки екстраординарного професора прикладної математики.
Наприкінці 1838 р. захистив дисертацію «Міркування про гідравлічні колеса».
В кінці квітня 1839 р. був переведений до Імператорського університету Святого Володимира (Київ). У 1840 р. був затверджений ординарним професором на кафедрі чистої та прикладної математики. Після поділу цієї кафедри між двома викладачами, залишив за собою кафедру чистої математики, яку обіймав до виходу у відставку. У 1847—1856 рр., а також в 1861—1867 рр. був деканом фізико-математичного факультету.
В університеті св. Володимира читав курси диференціального та інтегрального числення, застосування диференціального та інтегрального числення до геометрії, теорію визначених інтегралів, інтегрування диференціальних рівнянь, різницеве обчислення, варіаційне числення, алгебраїчний аналіз і аналітичну геометрію. У 1841 р. і 1852 р. також викладав статику, динаміку, гідростатику і гідродинаміку.
З 1863 р — дійсний статський радник.
Вийшов у відставку 1 (13) липня 1867 р.
Решту часу життя прожив у Києві, де і помер.

## Нагороди
- Найвища милість (1834);
- Діамантовий перстень зі смарагдом (1838);
- Орден св. Анни 3 ст. (1845);
- Орден св. Анни 2 ст. (1849);
- Орден св. Анни 2 ст. з імператорською короною (1857);
- Орден св. Володимира 4 ст. (1867).
- Бронзова медаль на андріївській стрічці в пам'ять війни 1853—1856 рр.
- Відзнака за 25 років бездоганної служби.

## Праці
- Рассуждение об успехах после Эйлера, сделанных в нахождении интегралов определенных и об употреблении их — Харьков, 1835
- Рассуждение о гидравлических колесах — Харьков, 1838
- О влиянии дифференциального и интегрального исчисления на успехи геометрии и механики (речь, произнесенная па торжественном акте университета св. Владимира в 1851 году) — 1852